# Ti (sumérien)

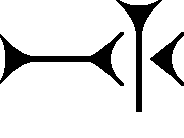
Le signe Ti

Ti, TI ou TÌL en cunéiforme (Borger 2003 nº; U+122FE 𒋾) signifie la vie, lorsqu'il est utilisé en idéogramme. Ce signe de l'écriture sumérienne a été formé à partir du dessin d'une flèche, étant donné que les mots « flèche » et « vie » étaient prononcés de la même manière en sumérien.
Avec le déterminatif UZU 𒍜 « chair, viande », UZUTI, il signifie « côte ». Cette homophonie est exploitée dans le récit mythique de Ninti (dame ou maîtresse de la vie, maîtresse de la chair), déesse mésopotamienne créée parmi huit divinités par la déesse Ninhursag, afin de guérir Enki de sa douleur costale. Une analogie existe donc entre ce récit et le Livre de la Genèse où Ève est appelée « mère de la vie » et dont l'existence est issue de la côte (צלע en hébreu) d'Adam.
En orthographe akkadienne, le signe Ti possède la valeur syllabique di ou ṭi et en langue hittite ti, di ou bien té.

## Source
- (es) Cet article est partiellement ou en totalité issu de l’article de Wikipédia en espagnol intitulé « Ti (Sumeria) » (voir la liste des auteurs).